# Якстерь тяштеня
«Якстерь тяштеня» (с мокш. — «Красная звёздочка») — журнал для детей дошкольного и младшего школьного возраста на мокшанском языке. Основан в 1932 году. Тираж на 2-е полугодие 1997 года составлял 5229 экземпляров.
Издававшийся до Великой Отечественной войны под названием «Якстерь галстук» (с мокш. — «Красный галстук»), журнал был возрождён по решению ЦК КПСС в январе 1988 года. Издание публикует стихи, рассказы, познавательные и развлекательные материалы, в том числе произведения читателей — детей. Основной задачей журнала является воспитание любви к мокшанской культуре и языку. В последние годы сократилась подписка за пределами Мордовии, и журнал был вынужден отказаться от включения во всероссийские каталоги прессы из-за слишком высоких цен на размещение и доставку, по подписке он доступен только в Мордовии.
Адрес: 430000, г. Саранск, ул. Советская, 55, тел. 17-05-79. Подписной индекс 73934.